# Становое нагорье
Станово́е наго́рье — горная система на севере Забайкалья протяжённостью около 700 км,  от северной оконечности Байкала до среднего течения реки Олёкмы в направлении восток — северо-восток. Включает высокогорные хребты: Южно-Муйский, Северо-Муйский, Кодар, Удокан, Каларский, и крупные межгорные котловины байкальского типа на высоте 500—1000 м: Верхнеангарская, Муйско-Куандинская, Верхнечарская. Максимальная высота Станового нагорья 3072 метра (Пик БАМ).
Нагорье сложено главным образом кристаллическими и метаморфическими породами при повсеместном распространении многолетнемёрзлых пород. Присутствуют месторождения золота, меди, флюорита, каменного угля.
Растительность представлена в основном лиственничной тайгой на горных склонах, сменяющейся на высотах более 1200 м редколесьем и горной тундрой. Днища котловин занимают заболоченные пойменные луга, склоны которых поросли сосновыми и сосново-лиственными лесами.